# 第4装甲師団 (ドイツ国防軍)
第4装甲師団(4. Panzer-Division)はナチス・ドイツ時代のドイツ国防軍陸軍に編成された装甲師団の一つである。1938年に編成され、1939年のポーランド侵攻、1940年のフランス侵攻、1941年のソビエト連邦侵攻などに参加し、その後は中央軍集団の元、主に東部戦線で戦った。1944年にはクールラントにて赤軍に包囲された。海上から脱出した第4装甲師団は1945年1月に西プロイセンに再配置された後、そこで敗戦を迎え、進駐してきた赤軍に降伏した。

## 歴史

### 設立
1935年11月10日、第4装甲師団は第7装甲旅団としてヴュルツブルクにて設置された。1938年10月10日、師団規模に拡張される。ミュンヘン会談やチェコスロバキア併合の折には連合軍からの先制攻撃の可能性に備え、ポーランド側国境に展開した。1939年8月、ヴァルター・フォン・ライヒェナウ将軍を司令官とする第10軍が設置されると、第4装甲師団は第10軍指揮下の第16装甲軍団に配置された。

### ポーランド戦線
1939年、ポーランド侵攻が始まると第4装甲師団は南方軍集団の一部として最初に国境を超えた部隊の1つとなった。この時点で師団は341両の戦車を有し、その内訳はI号戦車183両、II号戦車130両、IV号戦車12両、各種指揮戦車16両であった。ポーランド出身の歴史家Mieczysław Bielskiは、ドイツ軍のポーランド領侵入直後の9月1日に発生したモクラの戦いにおいて、第4装甲師団が民間人を用いた「人間の盾」を構築していたと主張している。この戦いにおいて、第4装甲師団を相手に戦ったのはユリアン・フィリポビッチ大佐率いるヴォリニア騎兵旅団である。ポーランド出身の歴史家Kazimierz LeszczyńskiおよびJanusz Gumkowskiは、9月3日に前線近くでポーランド軍作戦機が撃墜され、搭乗員らが第4装甲師団の捕虜となったと主張している。捕虜のうち1名は第4装甲師団の将兵による拷問を受け、鼻と耳を削がれ舌を切り取られた後に処刑されたという。
その後、第1装甲師団の支援を受け、第4装甲師団はクウォブツク近くのポーランド軍防衛線の突破に成功、ワルシャワへの進軍を開始した。9月8日、第4装甲師団はワルシャワに到達し、市街への奇襲攻撃を図った（ワルシャワ包囲戦。同日17時00分、第31歩兵師団の援護を受けた第4装甲師団はワルシャワ西側のオホタ区への攻撃を試みるも、ポーランド側守備隊の激しい抵抗に遭遇した為に撤退する。翌日、第4装甲師団は砲兵およびLSSAH連隊の支援を受けてオホタ区およびボラ区への再度攻撃を試みた。しかし大通りは守備隊が構築した対戦車陣地と障害物で厳重に防衛されており、攻撃は難航した。ワルシャワは9月28日までに陥落するが、第4装甲師団はこの戦いで多くの戦車を失った。

### フランス戦線
1940年、フランス侵攻が始まると第4装甲師団はエーリヒ・ヘプナー将軍率いる第16装甲軍団の一部としてこれに参加した。同装甲軍団はフォン・ライヒェナウ将軍率いる第6軍に所属しており、エヴァルト・フォン・クライスト将軍率いるクライスト装甲集団を構成する部隊の1つでもあった。リエージュおよびシャルルロワを突破した後、部隊は敗走した英海外派遣軍が集結し撤退を図っているダンケルクへと迫った（ダンケルクの戦い）。しかし、総統アドルフ・ヒトラーによる進軍停止命令により、ダンケルクへの突入および占領は行われなかった。同年6月中に第4装甲師団はフランスの縦断を達成。独仏休戦協定が締結された段階で、第4装甲師団はグルノーブルに到達していた。その後はフランスにおける占領任務に従事し、11月末にはヴュルツブルクに移って再編成を受けた。この際、第4装甲師団隷下の2個戦車連隊のうち第36戦車連隊が新編される第14装甲師団の基幹となるため第4装甲師団の指揮下を離れる事となった。

### 東部戦線
再編成の後、第4装甲師団はレオ・ガイヤー・フォン・シュヴェッペンブルク将軍率いる第24装甲軍団の一部として東プロイセン・ブレスト＝リトフスクに移動した。1941年6月22日、バルバロッサ作戦が始まる。初日のうちに師団はソ連領深くに進出し、前線から65km後方のコブルィンまで到達した。その後ミンスクの戦いには第24装甲軍団は参加せずグデーリアンの第2装甲集団の右翼としてボビリスクへ第3装甲師団と共に進撃した。スモレンスク戦においては南翼を形成し、キエフの戦いでは第3装甲師団と共にグデーリアン集団軍の先鋒として進撃し、南方軍集団と連結して包囲網を完成させた。
1941年9月、モスクワ侵攻において9月30日の攻勢開始より第3装甲師団と共に第2装甲軍（10月5日昇格）の先鋒としてブリヤンスク・ウィヤジマ複式包囲戦のブリヤンスク包囲を南から成功させ、オルシャを奪取してムツェンスクおよびトゥーラに展開して包囲の南端を形作った。11月18日より開始したモスクワへの最終攻勢ではトゥーラの東を突破して東部へ進出しトゥーラ半包囲網の一翼となった。しかし、豪雨と泥濘の為にドイツ軍の攻勢は足止めされた。11月には天候が回復して路面状況も改善されたが、衣類など冬季戦装備の配備が遅れた為に攻勢は頓挫した。12月2日にはトゥーラを迂回して東と北へ進撃していた他の第2装甲軍の進撃は行き詰まり、トゥーラの奪取のために第3装甲師団とグロースドイッチュラント歩兵連隊と共にトゥーラ孤立化のために東から攻撃を開始、第4装甲師団は最も進撃して北方への鉄道と道路を封鎖したが、隣接する北の第4軍の支援を受けられず、トゥーラ攻撃は中止された。
12月5日、赤軍による反撃が始まると第4装甲師団は後退しモスクワ近くの前線の防衛せよとの命令を受ける。後退した師団はオリョールに展開して赤軍の攻勢に備えた。オリョールを巡る戦いは1942年を通じて行われた。この際に師団所属の第35連隊第1大隊が壊滅し、残余の戦車は他の戦車大隊に分散して移された。その後、クルスクの戦いに参加した後、デスナ川方面まで撤退した。
1944年春、予想される赤軍の春季攻勢にて南方軍集団への支援を行うべく師団はポーランドのコーヴェリに移動した。しかし6月22日から始まった赤軍のバグラチオン作戦は南方軍集団ではなく中央軍集団を目標としており、師団は他のドイツ軍部隊と共に撤退を余儀なくされた。カール・デッカー将軍率いる第39装甲軍団に配置された師団はワルシャワ蜂起の影響で赤軍が攻勢を停止したワルシャワ近くに展開した。
その後、師団は北方軍集団を支援するべく第3装甲軍の一部としてリトアニア北部に派遣される。しかし赤軍の攻勢により北方のドイツ軍部隊は分断され、第4装甲師団を含む各部隊は敗戦まで孤立したまま戦い続けることになった。

## 構成
以下に第4装甲師団の基本的な編成状態を示す。

### 1940年 フランス侵攻時
- 第5装甲旅団
  - 第35戦車連隊
  - 第36戦車連隊（フランス侵攻戦後に第14装甲師団（英語版））に改編

- 第4歩兵旅団
  - 第12歩兵連隊
  - 第33歩兵連隊
- 第34オートバイ歩兵大隊
- 第103砲兵連隊
- 第7偵察大隊
- 第49戦車駆逐大隊
- 第79工兵大隊
- 第79通信大隊
- 第84補給団

### 1943年 東部戦線
- 第35戦車連隊
- 第12装甲擲弾兵連隊
- 第33装甲擲弾兵連隊
- 第103砲兵連隊
- 第290対空大隊
- 第4装甲偵察大隊
- 第49戦車駆逐大隊
- 第79装甲工兵大隊
- 第79装甲通信大隊
- 第84装甲補給団
- 第103補充大隊